# アーラ・フーズ
アーラ・フーズ （Arla Foods）は、デンマーク・オーフスに本拠を置く共同会社であり、スカンディナヴィアで最も大きい乳製品メーカー。スウェーデンのアーラ社とデンマークのMDフーズが合併して誕生した。おおよそ1万600もの乳製品をデンマークとスウェーデンで製造・販売している。アーラの名前の由来は、英語の"Early"と古いスウェーデン語の"Early Morning"をかけたものである。この名前は、19世紀の終わりにあったスウェーデンの地方の乳製品工場の名前でもある。
アーラは、DONGエナジーとともにサッカーデンマーク代表のスポンサーである。
主な市場は、デンマーク・スウェーデン・イギリスである。日本でも、クリームチーズ製品が輸入・販売されている。牛乳パックやヨーグルトのパッケージ・デザインが目をひくため、北欧雑貨に関心のある人たちに容器の人気がある。
2006年、ムハンマド風刺漫画掲載問題により、中東に輸出されていたアーラ・フーズ製品は、イスラム教徒たちのボイコット運動の対象にされた。一時は販売を完全にストップしたが、現在はバターやチーズを中心に販売を再開している。